# Антонович Марко Дмитрович
Марко Дмитрович Антоно́вич (23 липня (5 серпня) 1916  — 28 січня 2005 ) — український історик і публіцист, організатор наукової праці у діаспорі. Мешкав у США, Канаді.

## Життєпис
Народився 23 липня (5 серпня) 1916 року в Києві у родині українського історика Дмитра Антоновича. Онук Володимира Антоновича та брат Михайла Антоновича. На еміграції з 1923 року. Вивчав єгиптологію в Карловому університеті у Празі (1936—1939), Мюнхенському університеті (1945—1949). Докторат УВУ (1942, історія). В'язень концтабору Терезінштадт (1944—1945). Працював в універмазі та на шоколадній фабриці в Канаді (1951—1955), у 1956—1982 роках — в українському відділенні Держрадіо Канади (Сі-Бі-Сі). Автор праць з історії громадянського руху в Україні XIX століття, епістолярної спадщини української аристократії XIX — початку XX століть, історії українського студентства 20-х — 40-х років XX століття та студій з історії доби античності на території півдня України.
Від 1992 року президент Вільної академії наук у діаспорі. Видавець журналу «Розбудова держави», співробітник журналу «Український історик».

## Твори
- Історичні концепції А. П. Свидницького // Український історик. — 1964. — № 2—3.
- П. Куліш в оцінці І. Нечуя-Левицького // Український історик. — 1969. — № 4.
- П. О. Куліш і О. Я. Кониський (їх взаємини за 1860-их років) // Український історик. — 1970. — № 1/3.
- Зізнання Степана Томашівського: коментарі і переклад // Український історик. — 1972. — № 1/2.
- 3 приводу статті О. Пріцака «Походження Руси» // Український історик. — 1975. — № 3.
- Коли постали Громади? // Збірник на пошану проф. д-ра Олександра Оглоблина / Відп. ред. Василь Омельченко. — Нью-Йорк: Українська Вільна Академія Наук у США, 1977.
- М. П. Драгоманов і «Вільне слово» // Український історик. — 1978. — № 4.
- До 15-річчя Українського Історичного Товариства: Декілька міркувань // Український історик. — 1980. — № 1—4.
- В. Липинський і Д. Дорошенко // Український історик. — 1982/1983. — № 3/4, 1;
- «Киевская старина» (З приводу ювілеїв) // Український історик. — 1983. — № 2—4.
- Нова невдала концепція // Український історик. — 1985. — № 1—4;
- Омелян Сеник і Микола Сціборський // Календар-альманах Нового шляху на 1991 рік. — Торонто, 1991.
- Шевченко і громади// Слово і час. — 1992. — № 3.
- 50-річчя Української Вільної Академії Наук // Український історик. — 1995. — № 1/4.